# Alonzo Babers
Alonzo C. Babers (* 31. října 1961 Montgomery, Alabama) je bývalý americký atlet, sprinter, specialista na 400 metrů, dvojnásobný olympijský vítěz.
V letech 1979 až 1983 studoval na United States Air Force Academy. Mezi špičku amerických běžců na 400 metrů se dostal v roce 1983. O rok později startoval na olympiádě v Los Angeles. Zde získal zlatou medaili v běhu na 400 metrů v osobním rekordu 44,27 a byl zároveň členem vítězné štafety USA na 4×400 metrů.
Krátce po skončení olympiády ukončil aktivní kariéru a pokračoval jako pilot ve službě v armádě až do roku 1991.